# Amphilophocolea sciaphila
Amphilophocolea sciaphila är en bladmossart som beskrevs av Rudolf Mathias Schuster. Amphilophocolea sciaphila ingår i släktet Amphilophocolea och familjen Lophocoleaceae. Inga underarter finns listade i Catalogue of Life.